# Julia Karlernäs
Julia Karlernäs, född 6 oktober 1993 i Torsby, är en svensk fotbollsspelare som spelar för den nystartade italienska Serie A-klubben Como. Hennes position är mittfältare.

## Klubbkarriär
Karlernäs moderklubb är Västanviks AIF. Därefter spelade Karlernäs för Mallbackens IF innan hon 2014 gick till universitetslaget Embry-Riddle Soccer. 2015 återvände hon till Sverige för spel i Hammarby IF.
Inför säsongen 2016 återvände Karlernäs till Mallbackens IF. Inför säsongen 2017 värvades hon av Piteå IF. 2018 vann Karlernäs SM-guld tillsammans med Piteå IF. Hon placerade sig även på en femteplats i skytteligan i Damallsvenskan med sina 11 mål.
I december 2020 värvades Karlernäs av spanska Sevilla.
Den 26 juni 2025 stod det klart att IFK Norrköping värvat den meriterade mittfältaren.

## Landslagskarriär
Karlernäs har spelat i Sveriges U17-, U19- och U23-landslag.
Karlernäs blev uttagen i A-landslaget för första gången den 2 juni 2018 och fick sedan göra sin debut med ett inhopp i VM-kvalmatchen mot Ukraina den 30 augusti 2018.